# Kauen
Kauen (auch Mastikation genannt) ist ein mechanischer Vorgang, der zur Zerkleinerung der Nahrung und deren ersten enzymatischen Aufspaltung (Verdauung) dient. Hierbei kommt es zur „Auf-Ab-Bewegung“ in Kombination mit einer Seitwärts- oder Vorwärts-Rückwärtsbewegung des Unterkiefers. Das Kausystem wird auch Craniomandibulärsystem genannt. Dadurch wird die im Mund befindliche Nahrung mit der Zunge zwischen die Backenzähne befördert und von diesen zermahlen. Beim Kauen wird die Nahrung mit dem Speichel vermischt.
Auf das Kauen folgt das Schlucken, bei dem ein Brocken aus Nahrungsbrei (Bissen, fachsprachlich Bolus) durch die Speiseröhre in den Verdauungstrakt befördert wird.
Die meisten Wirbeltiere können nicht kauen, weder Fische noch Amphibien oder Vögel. Schlangen etwa schlingen ihre Beute unzerkaut herunter. Andere Tiere reißen Stücke aus den Beutetieren heraus, etwa Greifvögel oder Krokodile. Viele Säugetiere können ebenfalls nicht kauen, so zum Beispiel der Ameisenigel. Auch die meisten Raubtiere wie Hunde und Katzen kauen ihre Nahrung nur sehr wenig und würgen größere Stücke herunter.
Besonders ausgeprägt ist das Kauen hingegen bei den Rinderartigen, die als Wiederkäuer ihre Nahrung zweimal kauen, indem sie den vorverdauten Nahrungsbrei aus dem Magen durch die Speiseröhre nochmals in den Mundraum befördern. Die Notwendigkeit des Kauens hängt stark von der Nahrung ab: Je zellulosehaltiger sie ist, zum Beispiel Gras, Rinde etc., desto wichtiger wird die mechanische Zerkleinerung der Nahrung.
Pflanzenfresser, die nicht den evolutionären Vorteil des Kauens im Mund mittels Mahlzähnen ausgebildet haben, sind auf aggressivere Verdauungssäfte und auf verschluckte Steine angewiesen, welche die mechanische Zerkleinerung der Pflanzenfasern übernehmen (Kaumagen).
Für frühe Vorfahren des Menschen, die ihre Nahrung noch nicht zum Beispiel durch Erhitzen zubereiten konnten, wird geschätzt, dass sie bis zu drei Prozent der täglich aufgenommenen Nahrungsenergie für das Zerkauen ihrer Nahrung aufwenden mussten.
Das krankhafte Kauen an den Fingernägeln beim Menschen nennt man Onychophagie.

## Belege
1. ↑  Adam van Casteren et al.: The cost of chewing: The energetics and evolutionary significance of mastication in humans. In: Science Advances. Band 8, Nr. 33, 2022, doi:10.1126/sciadv.abn8351.
 Chewing burns more calories than you think — and may have shaped our evolution. Auf: science.org vom 17. August 2022.